# Berufsgenossenschaft Verkehrswirtschaft Post-Logistik Telekommunikation
Die Berufsgenossenschaft Verkehrswirtschaft Post-Logistik Telekommunikation (BG Verkehr) mit Sitz in Hamburg ist eine gewerbliche Berufsgenossenschaft in Deutschland und ein Träger der gesetzlichen Unfallversicherung in der Rechtsform einer Körperschaft des öffentlichen Rechts. Sie hat rund 1.480 Beschäftigte, knapp 200.000 Mitgliedsunternehmen und etwa 1,7 Millionen Versicherte. Die BG Verkehr berät und unterstützt die angeschlossenen Unternehmer und deren Mitarbeiter bei der Prävention von Arbeits- und Wegeunfällen, arbeitsbedingten Gesundheitsgefahren und Berufskrankheiten und sorgt für die Rehabilitation und Entschädigung bei Arbeits- und Wegeunfällen sowie Berufskrankheiten.
Die Dienststelle Schiffssicherheit der BG Verkehr nimmt Aufgaben auf dem Gebiet der Schiffssicherheit, des seeärztlichen Dienstes und nach der Schiffsausrüstungsrichtlinie wahr.
Die BG Verkehr besitzt Dienstherrnfähigkeit. Ihre Beamten sind Bundesbeamte (§ 4 BGVPLTErG).
Die BG Verkehr kennt die Pflichtversicherung für Unternehmer, die jedoch für Halter von privaten Fahrzeugen, Luftfahrzeugen oder Reittieren ausgeschlossen ist.

## Geschichte
Die BG Verkehr geht auf die am 1. Juli 1886 gegründete Fuhrwerks-Berufsgenossenschaft mit Hauptsitz in Berlin zurück. 1945 wurde diese in Berufsgenossenschaft für Fahrzeughaltungen (BGF) umbenannt und nahm 1953 ihren Sitz in Hamburg. Zum 1. Januar 2005 erfolgte die Fusion mit der Binnenschifffahrts-Berufsgenossenschaft unter dem Namen BGF. Zum 1. Januar 2010 erfolgte der Zusammenschluss von BGF, See-Berufsgenossenschaft und Berufsgenossenschaft für Transport und Verkehrswirtschaft zur neuen BG Verkehr.
Die Unfallkasse Post und Telekom und die Berufsgenossenschaft für Transport und Verkehrswirtschaft wurden zum 1. Januar 2016 in die BG Verkehr eingegliedert (§ 2 BGVPLTErG).

## Standorte

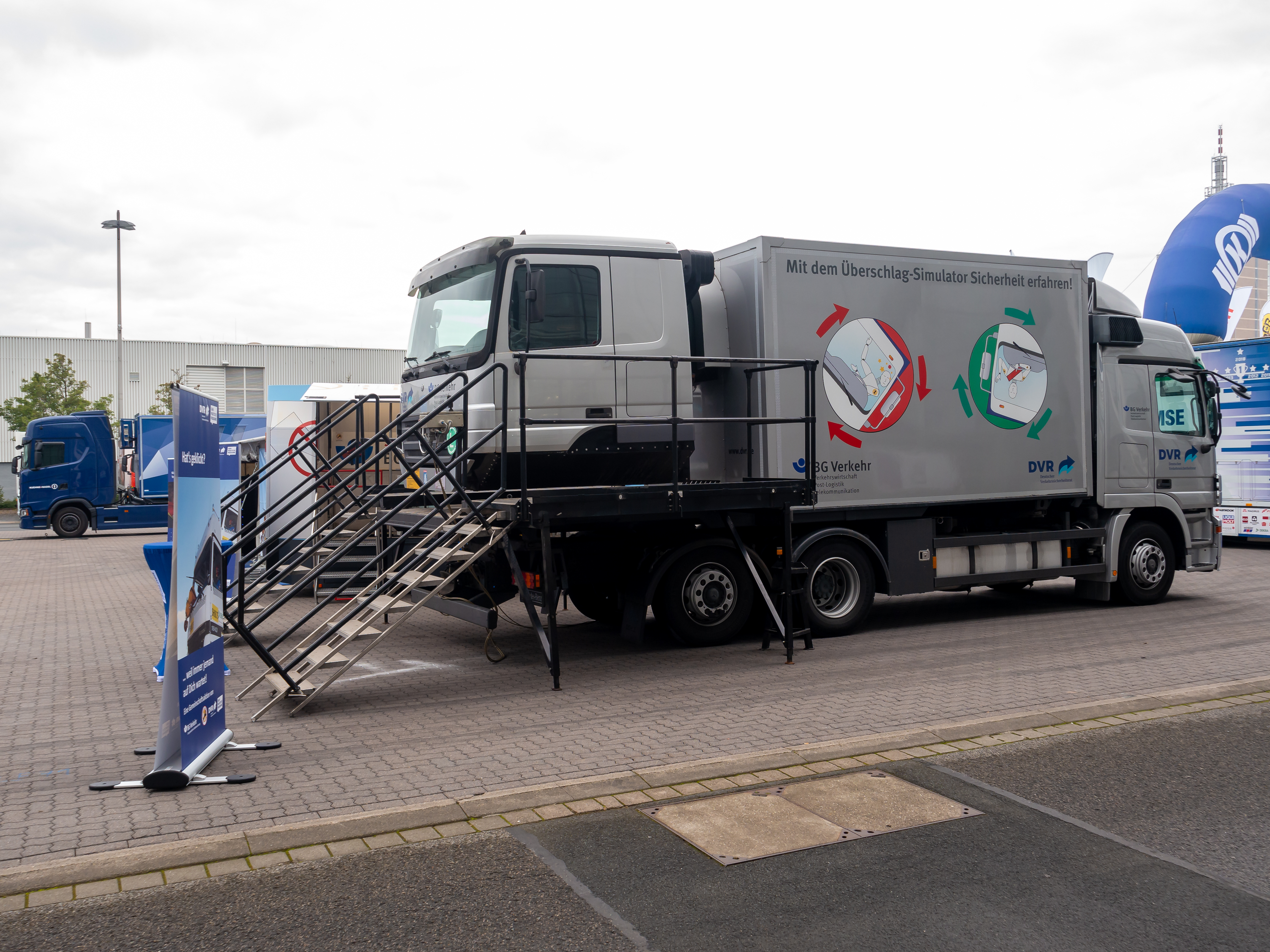
Überschlag-Simulator der BG Verkehr

Der Sitz der Hauptverwaltung der BG Verkehr ist Hamburg. Es existieren Bezirksverwaltungen in Hamburg, Hannover, Berlin, Dresden, Wuppertal, Wiesbaden und München. Die Sparte Post, Postbank, Telekom hat ihren Sitz in Tübingen. Außenstellen der Regionalabteilungen Prävention sind in Duisburg, Erfurt, Magdeburg, Rostock, Solingen und Darmstadt. Die Verbindungsstelle Ausland sitzt in Duisburg.

## Gliederung
Aufbauorganisatorisch gliedert sich die BG Verkehr wie folgt:
- Geschäftsbereich I Prävention
- Geschäftsbereich II Mitgliedschaft und Leistung
- Geschäftsbereich III IT, Organisation und Projekte
- Geschäftsbereich IV Zentrale Dienste
- Sparte Post, Postbank, Telekom (Tübingen)
- Dienststelle Schiffssicherheit

## Zuständigkeit
Die BG Verkehr ist die zuständige Berufsgenossenschaft für Güter- und Personentransport, Entsorgung, Post-Logistik, Luftfahrt, Binnenschifffahrt, Seeschifffahrt und Fischerei, Flieger- und Fahrschulen, Abschleppdienste,
Bestattungsunternehmen, Reittierhaltung, Finanzdienstleistungen sowie für Telekommunikation.
Die BG Verkehr ist zuständig für (§ 121 SGB VII):
1. Unternehmensarten, für die die Berufsgenossenschaft für Transport und Verkehrswirtschaft bis zum 31. Dezember 2015 zuständig war,
2. für Unternehmen der Seefahrt (mit Ausnahmen)
3. für die aus dem Sondervermögen der Deutschen Bundespost hervorgegangenen Aktiengesellschaften (Deutsche Post AG, Deutsche Telekom, Postbank)
4. für aus diesen ausgegliederte und beherrschte Unternehmen, sofern sie unmittelbar und überwiegend Post-, Postbank- oder Telekommunikationsaufgaben erfüllen
5. für die betrieblichen Sozialeinrichtungen und in den durch Satzung anerkannten Selbsthilfeeinrichtungen der Bundesanstalt für Post und Telekommunikation Deutsche Bundespost
6. für die Bundesdruckerei GmbH
7. für die Museumsstiftung Post und Telekommunikation.

Die grundsätzliche Zuständigkeit auch der Berufsgenossenschaft „BG Verkehr“ für die „Erforschung von Risiken und Gesundheitsgefahren für die Versicherten“ ergibt sich aus § 199 SGB 7 Abs. 1 Ziff. 6 und hat eine ganz besondere Bedeutung bei der Dokumentation von tatsächlich angetroffenen Arbeitsbedingungen (Betriebsverfassungsgesetz) im Zusammenhang mit der Anerkennung eines Arbeitsunfalls bzw. einer Berufskrankheit.

## Seeleute
Bei Versicherten aus der Berufsgruppe der Seeleute ergibt sich die Zuständigkeit der BG Verkehr bei der Frage nach Entschädigung im Falle eines anzuerkennenden Arbeitsunfalls aus § 121 SGB VII. Darüber hinaus ist die BG Verkehr durch ihre Dienststelle Schiffssicherheit für die Überprüfung der Vorgaben zu den Arbeits- und Lebensbedingungen von Seeleuten auf Kauffahrteischiffen unter deutscher Flagge nach § 129 des Seearbeitsgesetzes (SeeArbG) zuständig. Die zahlenmäßig eher rückläufige Versichertengruppe der Seeleute in der deutschen Seeschifffahrt hat gemäß der Daten und Fakten des Verbandes Deutscher Reeder mit Stand 31. Dezember 2023 eine Personalstärke von insgesamt knapp 7.000 Beschäftigten; diese wird jährlich ermittelt und veröffentlicht. Die Anzahl der Seeleute wurde im Jahr 2024 auf einem Festakt in Hamburg an Bord der Rickmer Rickmers anlässlich des 50-jährigen Bestehens der Seemannskasse (1974–2024) unter Anwesenheit des Vorsitzenden des Beirats der Seemannskasse Peter Geitmann mit 5.800 versicherten Seeleuten unter deutscher Flagge dokumentiert.

### Forschung
Für die grundsätzliche Aufgabe „Erforschung von Risiken und Gesundheitsgefahren für die Versicherten“ aus § 199 SGB 7 Abs. 1 Ziff. 6 bietet speziell bei Versicherten aus der Berufsgruppe der Seeleute die DGUV Vorschrift 84 – Unfallverhütungsvorschrift Seeschifffahrt – Deutsche Gesetzliche Unfallversicherung und dort insbesondere die Anlage 1 „Schifffahrtsrechtliche Arbeitsschutzvorschriften“ eine Übersicht zu den auch im Rahmen der deutschen Sozialgerichtsbarkeit zu beachtenden Rechtsgrundlagen mit Auswirkungen auf die tatsächlich angetroffenen Arbeitsbedingungen und auf die Gesundheit der Versicherten, welche durch den „gesetzlichen Präventionsauftrag“ einer Berufsgenossenschaft zu schützen ist.

### Unfall und Berufsunfähigkeit
Um bei einem erlittenen Arbeitsunfall bzw. einer Berufskrankheit Entschädigung inkl. der Möglichkeit einer über das Bundessozialgericht ggf. „anerkennungsfähigen Wie-Berufskrankheit“ erlangen zu können, ergeben sich auch für Versicherte der BG Verkehr bei Inanspruchnahme eines Rechtsanwalts auf dem Rechtsweg weitere Zuständigkeiten aus dem Sozialgerichtsgesetz (SGG) wie folgt:
Bei der „Ursachenanalyse“ im Rahmen der sozialgerichtlichen Beweiserhebung sind zunächst Gutachten mehrerer medizinischer Sachverständiger einzuholen, wobei „Gutachten nach § 106 SGG“ sowie „Gutachten nach § 109 Abs. 1 SGG“ von den entsprechenden Medizinern zur Feststellung des „rechtserheblichen“ Sachverhalts wichtige Mittel der richterlichen Überzeugungsbildung sind, welche die BG Verkehr entweder entlasten oder belasten können und seefahrtsspezifische Kenntnisse aus dem Bereich der maritimen Medizin erfordern.
Der Interpretationsspielraum für eingeholte medizinische Gutachten und die gemäß ICD-10 genannten Diagnosen ergibt sich schlussendlich auf der Basis ebenfalls zu berücksichtigender Erkenntnisse aus der Arbeitswissenschaft. Bei Versicherten aus der Berufsgruppe der Seeleute ergibt sich dieser aus den in Anlage 1 „Schifffahrtsrechtliche Arbeitsschutzvorschriften“ der DGUV Vorschrift 84 – Unfallverhütungsvorschrift Seeschifffahrt genannten Rechtsgrundlagen sowie aus einer Beschreibung möglicherweise festgestellter Mängel am Schiffszustand sowie der Arbeits- und Lebensbedingungen an Bord eines Schiffes mit Hilfe der „List of Paris MoU deficiency codes“. Bei dieser Liste handelt es sich um eine Art von „technischem Diagnose-Code“ der Hafenstaatkontrolle, der in seiner jeweils gültigen Fassung veröffentlicht wird und ebenfalls in der Zuständigkeit der BG Verkehr liegt.
Unabhängig vom Ergebnis „innere“ bzw. „äußere“ Ursache, dokumentiert in den eingeholten Gutachten nach dem SGG, sind Richter bei der Entscheidungsfindung nur an Recht und Gesetz gebunden, was sich aus Art. 20 Abs. 3 und Art. 97 Abs. 1 Grundgesetz (GG) ergibt. Nach Art. 92 GG ist die rechtsprechende Gewalt nur Richtern anvertraut und keineswegs den nach SGG beauftragten Gutachtern.

### Übermüdung und "Seefahrer Fatigue"
Eine im Dienst erkrankte oder verunfallte versicherte Person als Mitglied einer Schiffsbesatzung in der Zuständigkeit der BG Verkehr ist im Rahmen der Rechtsetzungstätigkeit durch die Internationale Seeschifffahrts-Organisation IMO stets als eine von Übermüdung besonders gefährdete Person im Sinne der schifffahrtsrechtlichen Arbeitsschutzvorschrift „IMO – MSC/Circ. 1014“ eingeordnet zu betrachten. Diese Arbeitsschutzvorschrift wurde im englischen Sprachraum 2001 und im deutschen Sprachraum in den Nachrichten für Seefahrer (NfS) 2002 veröffentlicht und steht stets im sachlichen Zusammenhang mit der ebenfalls international geltenden „Schutzvorschrift“ ISM-Code.
Im Rahmen der Aufklärungs- und Mitwirkungspflicht bei Versicherten aus der Berufsgruppe der Seeleute (hier in der Zuständigkeit der BG Verkehr) geht es über die sozialrechtliche Aufklärung des Einzelfalles hinaus angesichts stets möglicher Schäden für die Meeresumwelt im weiteren Sinne auch um den weiteren Aufbau bzw. die Festigung einer Sicherheitskultur in der Schifffahrt, wie dem Vorwort der IMO-„Richtlinie zur Linderung von Fatigue (Übermüdung) und Fatigue-Management“, mit ausdrücklichem Hinweis auf die „Exxon Valdez“, wie folgt zu entnehmen ist:
„Der Fall der Exxon Valdez, einer der größten maritimen Seeunfälle des letzten Jahrhunderts, ist einer der vielen Zwischenfälle, bei dem Fatigue als zusätzlicher Faktor bei der Unfallursache ausgemacht wurde. Die International Maritime Organization (IMO) hat eine praktische Anleitung für den Aufbau einer Sicherheitskultur in der Schiffahrt entwickelt, die interessierten Parteien zu einem besseren Verständnis des Phänomens „Fatigue“ verhelfen soll.“
Besonders die großen Versicherer in der Schifffahrt drängten vermehrt auf die internationale Durchsetzung der ebenfalls in der Zuständigkeit der BG Verkehr liegenden Hafenstaatkontrolle, so dass sowohl zum arbeitswissenschaftlichen Begriff „Human Element“ im Bereich der maritimen Wirtschaft als auch zum Begriff „Fatigue“ im Rahmen einer Zusammenarbeit von „The Nautical Institute“ und Lloyd’s Register Lehrfilme entstanden. Solche Lehrfilme rückten diese Begrifflichkeiten in das Bewusstsein aller beteiligten Seiten und trugen ebenfalls zur Aufklärung im Rahmen der deutschen Sozialgerichtsbarkeit bei.
Beschäftigte und Versicherte der BG Verkehr sowie jede weitere „interessierte Partei“ finden seit 2002 in der deutschen Fassung des IMO – MSC/Circ. 1014 inkl. „Tabelle 1: Auswirkungen von Fatigue“ das Symptom Depressionen als eine Reaktion auf auftretende extreme Belastungssituationen inkl. unausweichlichem Schlafentzug aus unterschiedlichsten Gründen aus der maritimen Umgebung heraus. Im Anhang 7 des IMO – MSC/Circ. 1014 findet sich die bereits seit 1993 in der „IMO – Resolution A 772 (18) Fatigue Factors in Manning and Safety“ in englischer Sprache veröffentlichte „Klassifizierung von Fatiguefaktoren in Kategorien“ zur Feststellung der Ursachen für Unfälle und Erkrankungen inkl. Depression.
Die BG Verkehr befragte über 300 Seeleute zur Feststellung, welchen körperlichen und psychischen Belastungen sie in ihrem heutigen Arbeitsleben ausgesetzt sind. Die im Spiegel-Beitrag „Großer Pott, große Depression“ veröffentlichten Befragungsergebnisse rückten 2017 u. a. mit der Erkenntnis eines erfahrenen Arztes "das Bordleben bedeutet eine Extremsituation" die berufsbedingte Übermüdung im Sinne von Seafarer Fatigue und deren Folgen im deutschen Sprachraum in das öffentliche Bewusstsein. Diese Ergebnisse werden durch eine Vielzahl von Beiträgen wissenschaftlicher Forschungseinrichtungen wie des „Seafarers International Research Centre (SIRC)“ der Cardiff University, der World Maritime University (Malmö) sowie der Syddansk Universitet (Esbjerg), sachlich ergänzt. Im Rahmen der Rechtsetzung können daher auch Richter in der deutschen Sozialgerichtsbarkeit insgesamt auf umfangreiche gesicherte Erkenntnisse zurückgreifen, um für die tatsächlichen Umstände eines vorgetragenen Falles auch ein sachgerechtes Urteil (Recht) finden zu können.

### Unfallverhütungsvorschrift
Traditionell wurden Unfallverhütungsvorschriften für Unternehmen der Seefahrt in Deutschland von der BG Verkehr als „UVV See“ auch in der Deutschen Nationalbibliothek veröffentlicht. Durch die fortschreitende digitale Revolution wurde die neue „UVV See“ ab 2018 als „DGUV Vorschrift 84“ inkl. Anlage 1 als Übersicht zu weiteren wichtigen maritimen Rechtsgrundlagen auch unter „Weblinks“ verfügbar. Auch zur Unfallanalyse ist diese eine wichtige Orientierung.
Vor dem Hintergrund bestehender international geltender schifffahrtsrechtlicher Vorschriften (wie z. B. dem seit 1998 geltenden ISM-Code) wurden in der deutschen UVV See aus 1981 enthaltene Einzelregelungen von der BG Verkehr 2010 gestrichen. Einerseits erhielt der Unternehmer mit der UVV See in der Fassung ab 2011 einen größeren Spielraum. Andererseits wurde ihm auch die Verantwortung für die Arbeitsbedingungen und die Gefährdungsbeurteilung übertragen inkl. der Verpflichtung, nach einem Unfall zu beweisen, dass arbeitgeberseitig im Vorfeld alles veranlasst worden war, um das Unglück  zu verhindern.
Als Präventionsziel bleibt, auch bei fortschreitender Automatisierung und Digitalisierung an Bord von Schiffen, sowohl in der UVV See aus 1981 (zuletzt in der Fassung aus 2011) als auch mit der von der Vertreterversammlung in der BG Verkehr im Mai 2017 beschlossenen neuen Fassung der UVV See (DGUV Vorschrift 84) weiterhin stets der Schutz der Arbeitnehmer vor psychischer und physischer Überlastung unter den seespezifischen Arbeitsbedingungen im Mittelpunkt. Klar bleibt ebenfalls weiterhin, dass die auch vom Schiffszustand abhängige Gefährdungsbeurteilung sowie entsprechende Maßnahmen zum Schutz des Menschen vor Gefährdungen Aufgaben des dabei von der Berufsgenossenschaft zu begleitenden Arbeitgebers sind.

### Umweltschutz
Im Verantwortungsbereich der BG Verkehr sind sowohl Beschäftigte als auch Versicherte, aus ihrer jeweils unterschiedlichen Perspektive heraus, für die Einhaltung einer Vielzahl nationaler und internationaler rechtlicher Vorgaben (wie von der IMO) zum Schutz der Meeresumwelt zuständig. Trotz aller Sorgfalt bei der Erfüllung erkennbare „Erfüllungsdefizite des Flaggenstaats“ sind nicht nur mit den Möglichkeiten der Hafenstaatkontrolle, sondern auch wissenschaftlich zu hinterfragen. Solche Erfüllungsdefizite wurden 2011 im deutschen Sprachraum im Rahmen einer Dissertation bearbeitet.

### Arbeits- und Lebensbedingungen
Die in der Seefahrt vorherrschenden, besonderen seespezifischen, Arbeits- und Lebensbedingungen von Beschäftigten im Dienst an Bord von Schiffen weichen von den üblicherweise bekannten Verhältnissen in allen anderen Berufen des zivilen Lebens an Land deutlich ab:
Seeleute konnten auch auf Schiffen unter deutscher Flagge schon in den 1970er Jahren aufgrund der belastenden Arbeitsbedingungen an Bord oftmals nicht bis zum offiziellen Eintritt ins Rentenalter arbeiten.
In den 1970er Jahren setzte sich somit in der „Seefahrernation Deutschland“ die Erkenntnis durch, dass Seefahrer durch das bekannte berufsbedingte gesundheitliche Risiko infolge körperlich schwerer Arbeit und hoher psychischer Belastung an Bord nicht bis zur Regelaltersrente durcharbeiten konnten. 1974 erfolgte daher auf Initiative der Sozialpartner unter dem Dach der See-BG  in Hamburg die Einrichtung der Seemannskasse, welche auch vom Rechtsnachfolger BG Verkehr weitergeführt wird.
Damit Seeleute aus ihrer zusätzlichen Pflichtversicherung in der seit 1974 bestehenden Seemannskasse „Überbrückungsgeld“ (umgangssprachlich: „Seemannsrente“) beziehen können, müssen die Arbeits- und Lebensbedingungen an Bord der Schiffe grundsätzlich so sicher ausgestaltet sein, dass sie den Aufbau der von den Beschäftigten  zu erfüllenden Anwartschaften, wie beispielsweise „anrechenbare Fahrtzeiten“ von 20 Jahren, ermöglichen.
Die nicht nur von der BG Verkehr zu überwachenden riskanten Arbeits- und Lebensbedingungen von Seeleuten spielen auch in Sonderorganisationen der Vereinten Nationen eine bedeutende Rolle: 
Mit dem 1993 veröffentlichten und 1998 international in Kraft getretenen ISM-Code rückte die Internationale Seeschifffahrts-Organisation (IMO) mit den unter Kapitel 1.2.2 formulierten Zielstellungen „safe practices in ship operation and a safe working environment“ und „establish safeguards against all identified risks“ nicht nur den Meeresschutz, sondern auch den Schutz der Menschen und somit die Arbeits- und Lebensbedingungen an Bord der Schiffe in den Mittelpunkt der Tätigkeit der zuständigen Aufsichtsbehörden.
Zur weiteren Verbesserung der Arbeits- und Lebensbedingungen nahm die Internationale Arbeitsorganisation (ILO) 2006 das Seearbeitsübereinkommen (kurz: „MLC 2006“) an, welches in 2013 in Kraft trat und ebenfalls in der Zuständigkeit der BG Verkehr liegt. Zur Umsetzung des „Seearbeitsübereinkommens – MLC 2006“ veröffentlichte das Verkehrsblatt 2013 daher zwei Formulare in deutscher Sprache für einen „Überprüfungsbericht – Seearbeitsgesetz“ zur Dokumentation der angetroffenen Arbeits- und Lebensbedingungen im Verantwortungsbereich der BG Verkehr. Dies auch zur Information der Besatzungsmitglieder und damit der Versicherten der BG Verkehr.